# Ludwigstraße (Garmisch-Partenkirchen)

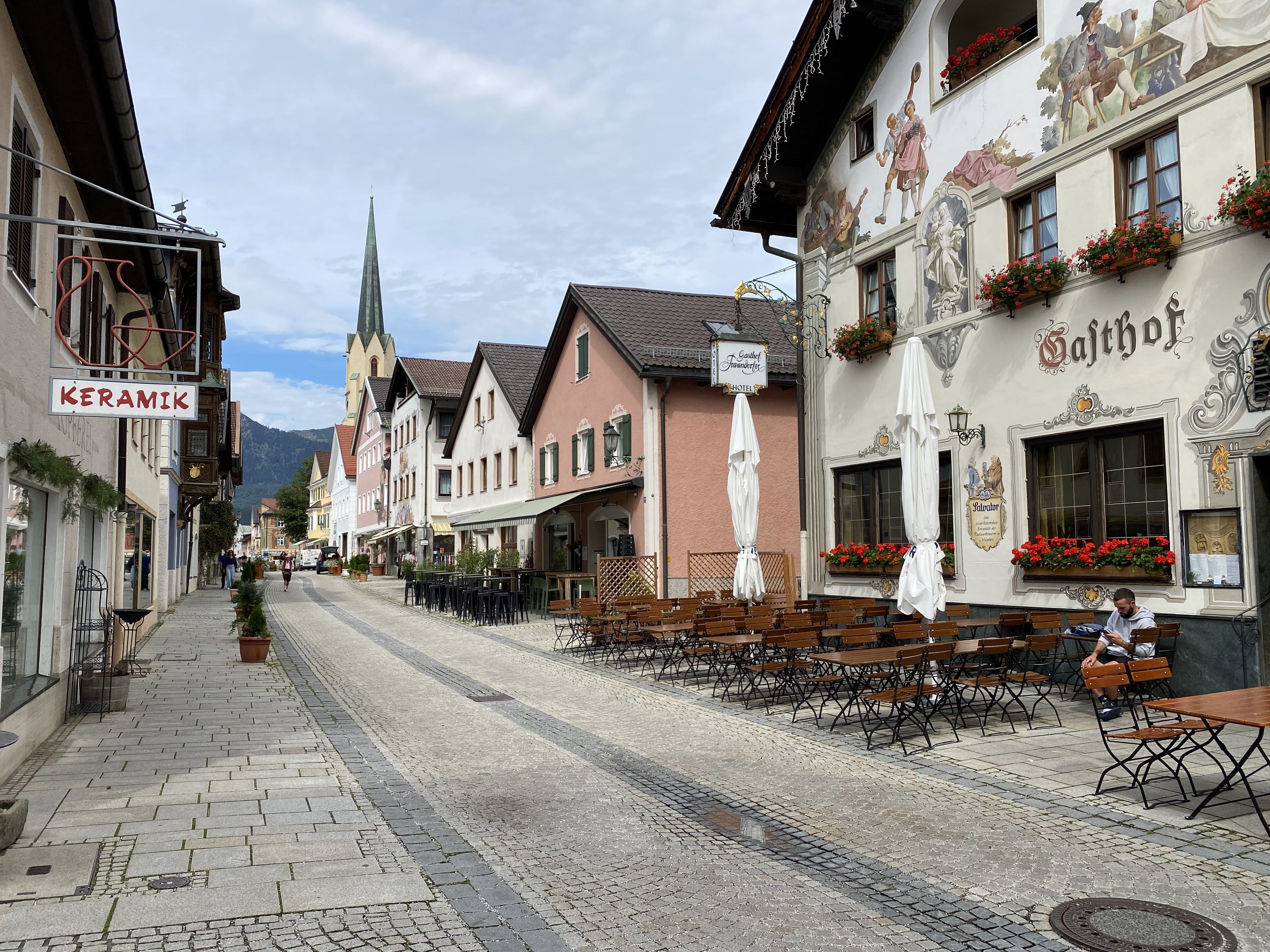
Die Ludwigstraße

Die Ludwigstraße in Partenkirchen ist eine Straße im historischen Ortsteil im oberbayerischen Markt Garmisch-Partenkirchen. Der östliche Teil der Ludwigstraße ist auf Basis des Denkmalschutzgesetzes vom 1. Oktober 1973 ein Ensemble, die Aktennummer lautet E-1-80-117-1.

## Beschreibung

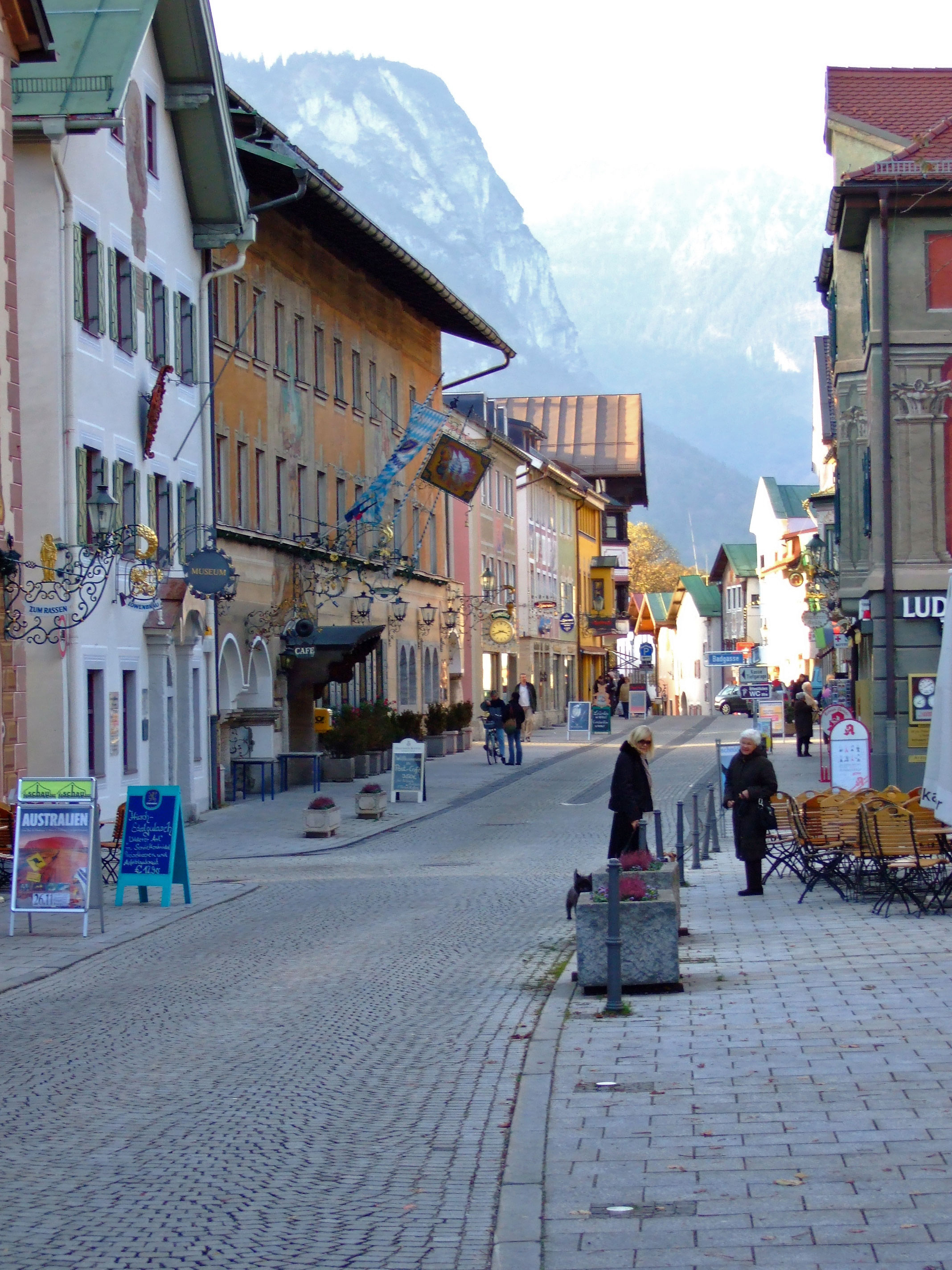
Die obere Ludwigstraße

Die Ludwigstraße verläuft vom Rathausplatz in Richtung Nordosten bis zum Sebastianskircherl und knickt dann rechtwinklig nach Südosten mit der historischen Ludwigstraße bis zur Mittenwalder Straße ab.
Das Ensemble umfasst die verhältnismäßig schmale, im Zuge der alten Fernstraße von Murnau nach Mittenwald sich erstreckende Marktstraße von Partenkirchen, die dem Verlauf der römischen Straße vom Brenner nach Augsburg folgt. Der Ort gewann bereits im 13. Jahrhundert als Markt und Gerichtsort der freisingischen Grafschaft Werdenfels Bedeutung. Ihr malerisches Alt-Werdenfelser Straßenbild wurde durch große Brände 1811 und 1865 ausgelöscht, nur das Alte Haus (Ludwigstraße 8) und das Wackerlehaus (Ludwigstraße 47) sind noch Zeugnisse der älteren Bebauung. Das Ensemble ist somit ein Denkmal der Wiederaufbauleistungen des 19. Jahrhunderts.
Im nordwestlichen sog. Unteren Markt, der von der freistehenden, sich über dem römischen castrum Parthanum erhebenden Sebastianskapelle begrenzt wird, bestimmt eine Reihe von nach 1811 entstandenen, relativ gleichartigen Bauernhäusern das Straßenbild. Es handelt sich um massive verputzte Giebelbauten mit giebelseitiger Mittertenne, die aus Brandschutzgründen auf Bundwerke und z. T. sogar auf Dachüberstände verzichten zugunsten von gemauerten Vorschussgiebeln.
Die Fassaden der meist nach 1865 erbauten, ursprünglich im Sinne des Maximiliansstils recht nüchternen Bauern- und Handwerkerhäuser sowie Gasthöfe im mittleren Teil der Ludwigstraße und im sog. Oberen Markt, überwiegend zwei- bis dreigeschossige verputzte Giebelhäuser mit mittelsteilen Dächern, sind seit dem frühen 20. Jahrhundert meist im Sinne des Heimatstils ausgestaltet worden durch Wandmalereien, Erker, Ausleger, Stuckierungen, so dass das Straßenbild der Maximilianszeit bereits wieder verdrängt ist durch ein „alpenländisches“ Bild, wie es der Fremdenverkehr erwartet. Die Wandbilder von Heinrich Bickel leisteten hierzu bemerkenswerte Beiträge. Mangelhaft gestaltete Neubauten beeinträchtigen jedoch auch diesen vom Heimatstil geprägten Charakter.
Unverändert manifestiert nur die neugotische, auf einer Terrasse aufragende und den Straßenraum beherrschende Pfarrkirche Mariä Himmelfahrt von Matthias Berger den Stilwillen der Zeit nach 1865.